# Villeta (Cundinamarca)
Villeta es un municipio colombiano ubicado en el departamento de Cundinamarca. Forma parte de la provincia del Gualivá, de la que es capital. Se sitúa a 91 kilómetros de Bogotá y 330 de Medellín. Su nombre significa "Pequeña Villa" y está consagrada a San Miguel Arcángel. También es conocida como "La Ciudad Dulce de Colombia", por el intenso cultivo de caña de azúcar, con la que se produce panela. Villeta está a 36 km de Pacho, a 46 km de Facatativá, a 160 km de Girardot y a 118 km de Zipaquirá.
Villeta es conocida por su producción de panela, por sus festividades, como el Reinado Nacional de La Panela en enero y el Festival Departamental de Bandas en agosto, y por ser la población donde se da inicio a la Ruta del Sol. Es también un importante centro turístico del departamento de Cundinamarca debido a su clima, sus senderos ecológicos, cascadas, balnearios, fincas paneleras e infraestructura hotelera.

## Toponimia

### Origen lingüístico[3]
- Familia lingüística: Indoeuropea
- Lengua: Latín

### Significado
Villa es una palabra de origen latino, designa a una "casa de campo con granja".

### Origen / Motivación
El nombre de Villeta se debe a que el poblado no era una villa según el témrino de la época, puesto que su cabildo no tenía los funcionarios que las leyes de Indias fijaban para la fundación de una villa, por lo cual se le llamó La Villeta. Igualmente, este nombre de VIllera fue pensado por su fundador, Alonso de Olalla, en memoria de su patria chica, Villa de Aguado.

### Nombres históricos
- La Villeta de San Miguel (1551)

## Historia

### Reseña histórica

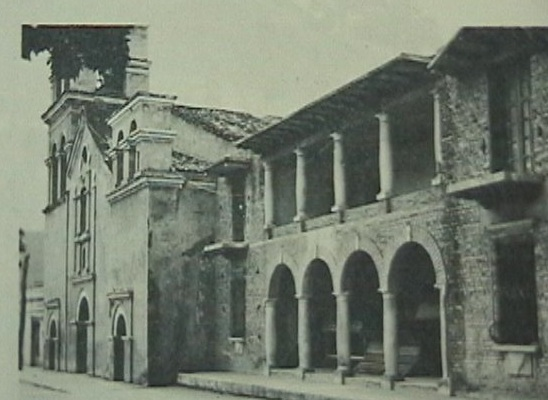
Antigua casa cural.

En la época precolombina, el territorio del actual municipio de Villeta estuvo habitado por los Chapaimas, de la nación Panche, descritos por los conquistadores españoles como temibles guerreros, antropófagos cuya vida giraba en torno a la guerra. Por el año de 1548 el gobierno presidido por el doctor Miguel Díez de Armendáriz decidió la apertura de un camino que partiendo de la desembocadura del Río Negro en el Magdalena, viniese a la capital de Santafé; el camino abandonaba la cuenca del Río Negro en el paraje donde hoy se asienta Villeta, para empezar allí a escalar la cordillera en busca del altiplano de Bogotá. Esta circunstancia provocó la fundación de un poblado con el ánimo de proporcionar a viajeros y vecinos un lugar de hospedaje y descanso. La fundación de la Villa de San Miguel ocurrió el 29 de septiembre de 1551, atribuida a Alonso de Olalla y Hernando de Alcocer, pero posteriormente fue abandonada. Con su llegada trajeron las semillas de caña de azúcar, las cuales cultivaron y beneficiaron en trapiches rudimentarios elaborados con madera. Hacia el año 1552 arribaron las comunidades eclesiásticas Franciscana, Agustiniana y Dominicana, las cuales tenían como misión catequizar a los indígenas de estas tierras; es así como en este mismo año es construida la primera iglesia católica, dando inicio a la doctrina eclesiástica villetana.
En 1644 se autorizó el traslado de los habitantes de San Miguel de Villeta al sitio de las Guaduas y se llamó San Miguel de las Guaduas. Sin embargo, el asentamiento original siempre se mantuvo poblado. En marzo de 1810 se hizo la compra de los solares donde queda la actual población. Por Ordenanza n.º 19 del 9 de enero de 1856, le dieron el título de Villa que ratificó la Asamblea Constituyente del Estado de Cundinamarca por Ley 14 de noviembre de 1857.

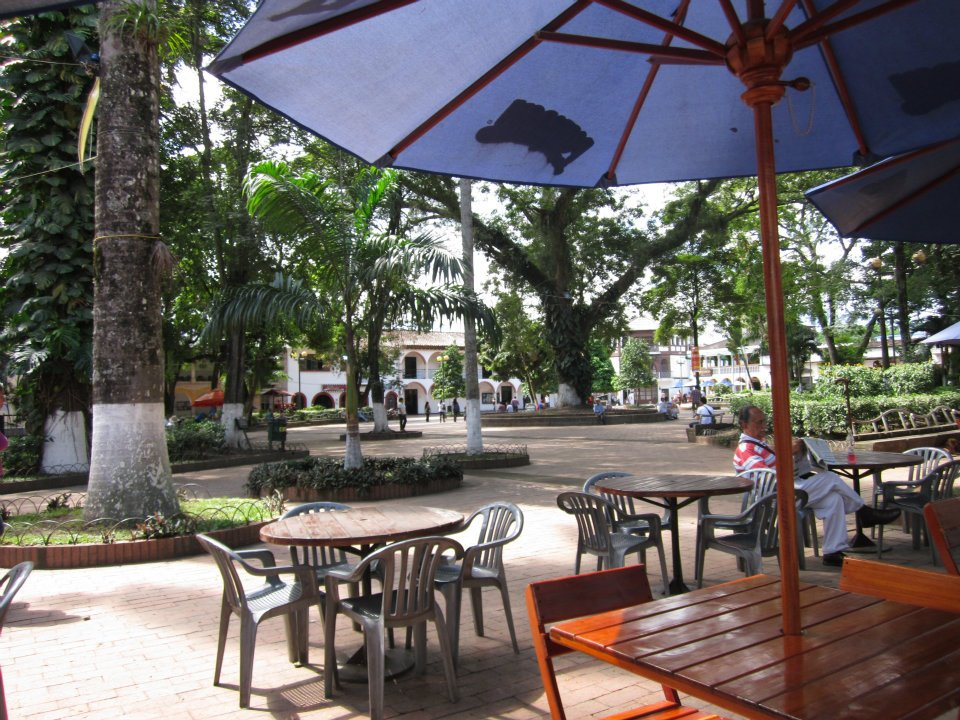
Parque fundacional.

En 1781 el jefe comunero José Antonio Galán congregó un grupo de revolucionarios en una de las casas del costado occidental de la plaza. El censo de 1793 le dio una población de 1920 habitantes. El 9 de agosto de 1819 pasó a marchas forzadas hacia Honda el virrey Juan de Sámano huyendo de la persecución de los patriotas. En 1840, en la hacienda de Cune, Don Timoteo Román estableció el primer trapiche hidráulico, bajo la dirección del inglés William Willis, a quien se debe la introducción de este nuevo sistema de industrialización de la caña. En mayo de 1891 se inauguró el puente sobre el río Villeta, en el camino a Guaduas, construido con hierro de ferrería de la Pradera, bajo la dirección del Ingeniero Timoteo Gutiérrez, por gestión de Francisco Groot. En 1886 por Decreto No 53 fue creado el Círculo Notarial de Villeta, el gobernador del Distrito Federal la señala como cabecera del octavo Departamento con Capital Villeta. Poco después, en 1888, se produjo un incendio que destruyó parte de la población. En junio de 1893 el señor Patricio Wills denunció una mina de cobre en el sitio de "El Pedregal", hacienda "El Porvenir" de propiedad de Francisco Groot.
Villeta fue capital ejecutiva desde noviembre de 1898 hasta el 31 de julio de 1900 cuando Manuel Antonio Sanclemente quien ejercía la presidencia de Colombia desde allí fue depuesto por el cuartelazo del vicepresidente José Manuel Marroquín. La ceiba de la plaza de Villeta luce como símbolo de la ciudad; la sembró Juana Sánchez de Moure el 12 de octubre de 1848 y se desplomó el 20 de octubre de 1949. La frondosa arboleda de la plaza fue obra del alcalde Sixto López Lleras en 1900; luego hacia el año 2000 fue remodelada por las autoridades del municipio.

### Sitios y casas históricas
Al ser una población ubicada sobre la vía que comunica a la capital con el Río Magdalena y el occidente del país, Villeta representó un centro urbano importante en la época colonial. De la misma manera, la construcción del ferrocarril dejó como edificio histórico la antigua estación que actualmente se proyecta como un museo del patrimonio villetano. Algunos de los lugares históricos más destacados son:
- Hotel Murillo, donde se apresó al presidente Sanclemente en el año 1900.
- La casa de Gutiérrez, donde murió Manuel Antonio Sanclemente el 19 de marzo de 1902.
- La casa de Juana Sánchez de Moure, precursora del turismo en Villeta, quien sembró el 12 de octubre de 1848 la famosa ceiba del parque principal que fue cortada el 20 de octubre de 1949.
- La casa propiedad de la familia del General Santander.
- La casa donde murió el poeta Alfredo Gómez Jaime.
- La casa donde murió el pintor Epifanio Garay el 8 de septiembre de 1903.[6]
- El paseo Bolívar y monumento a Bolívar, ruta por donde pasó el Libertador con su ejército.

### Administración municipal.
Villeta ha tenido una rica historia política marcada por líderes que han influido en su desarrollo como municipio turístico. A continuación, se presenta una lista de algunos de los alcaldes electos desde 1988, junto con los resultados de las votaciones:
- 1988: Fernando Montoya Ortega, con 4,198 votos.
- 1990: Álvaro Santiago Zambrano Enciso, con 3,283 votos.
- 1992: Ariel Benavides, con 2,853 votos.
- 1994: Bernardo Olaya Triana, con 3,856 votos.
- 1997: Fernando Montoya Ortega, con 4,319 votos.
- 2000: César Augusto Correal Moya, con 5,157 votos.
- 2003: Rafael Antonio Tinjacá Martínez, con 4,387 votos.
- 2007: Bernardo Olaya Triana, con 5,413 votos.
- 2011: Hernán Alonso Moreno, con 4,616 votos.
- 2015: Jhon Alexander Morera Gutiérrez, con 5,100 votos.
- 2019: Fredy Rodrigo Hernández Morera, con 7,528 votos.
- 2023: Yosimar Reyes Acevedo, con 3,063 votos.

Fuentes de información. 

## Símbolos

Escudo de Villeta

### Escudo
Por medio del Acuerdo n.º 014 del 21 de diciembre de 1974, el Concejo Municipal adoptó como escudo para Villeta el propuesto por el doctor Jorge Cleves Vargas, que desde entonces se ostenta en sus banderas, estandarte, edificios y documentos públicos. La descripción es la siguiente: Escudo cortado por una faja en gules (rojo) que lleva un caduceo de oro; su parte superior en oro, con el águila de sable (negro) coronada de la ciudad de Bogotá, y en su parte inferior, el Escudo de Armas de la ciudad de Honda. En la cinta superior se leen las palabras «Ciudad Turística» zanjadas por un casco de guerra adornado con los colores de la Bandera de Colombia.

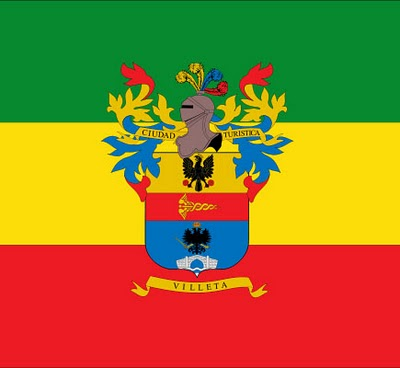
Bandera de Villeta

### Bandera
El Concejo Municipal, por Acuerdo n.º 049 de 7 de julio de 1977, conformó la bandera de la ciudad de Villeta con los siguientes colores representativos: Una franja verde de cuarenta centímetros de ancho, que representa la fertilidad de su suelo y la producción agrícola. Una franja de color amarillo, de cuarenta centímetros de ancho, que representa la riqueza del Municipio y una franja de igual dimensión de color rojo, que representa el sacrificio de sus hijos, quienes desde la independencia han ofrendado su vida por la libertad. La bandera de Villeta lleva en el centro el escudo del Municipio. El largo es entonces de dos metros con cincuenta centímetros (2.50m) por un ancho de 1,2 metros con el escudo del Municipio bordado en el Centro.

## Geografía
El municipio de Villeta se encuentra ubicado sobre la zona noroccidental del Departamento de Cundinamarca. Pertenece a la Provincia del Gualivá. Situado al noroeste de Bogotá, en un valle pintoresco y fértil formado por las cuencas del río Dulce y el Bituima, que unidos antes de llegar al casco urbano forman el río Villeta. Su territorio quebrado y montañoso se extiende a lado y lado del río hasta las cuchillas de la cordillera que encierran el valle. 
Su localización geográfica está a los 5° 1´ de latitud norte y 74° 28´ de longitud occidental. Su temperatura media es de 25 °C. Tiene una superficie de 140 km² (14.000 Has). Su altitud está comprendida entre los 850 m s. n. m. en el punto denominado Tobia Grande, sobre el límite norte del municipio, y 1950 m s. n. m. en la Vereda la Esmeralda. Su altitud en el casco urbano se encuentra entre 779 y 842 m s. n. m.

### Límites
El límite de Villeta con Nocaima es el Río Tobia, hasta la vereda Alto de Pajas, y por ésta hasta encontrar el alto de Unamá. 
Desde allí en línea recta hasta Quebradagrande, donde comienza el límite con Sasaima. Continúa la vereda de Iló Grande por la cuchilla de Palacio que atravesando la carretera y el río Dulce, cae sobre el río Namay y sigue hacia arriba hasta la desembocadura de la quebrada Cuartillo. 
El límite con Guayabal de Síquima está demarcado por caminos y zanjones. El límite con Bituima va desde la Quebrada Aguapo, desde su nacimiento hasta la desembocadura en el Bituima.
El límite con Vianí es la Quebrada Chucuma. El límite con Guaduas es la cuchilla de la rama oriental de la Cordillera Montefrío.
El límite con Quebradanegra es el camino que va a Guaduas por la vereda La Esmeralda, desde la cuchilla de la montaña hasta encontrar el antiguo camino de Útica en el alto de Velero y por ésta cuchilla hasta el nacimiento de la quebrada El Cojo, por ésta aguas abajo hasta su desembocadura en el Villeta y por este hasta su desembocadura en el Tobia. 

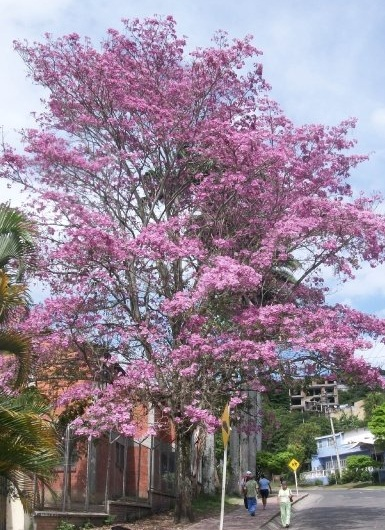
Ocobo en Villeta.

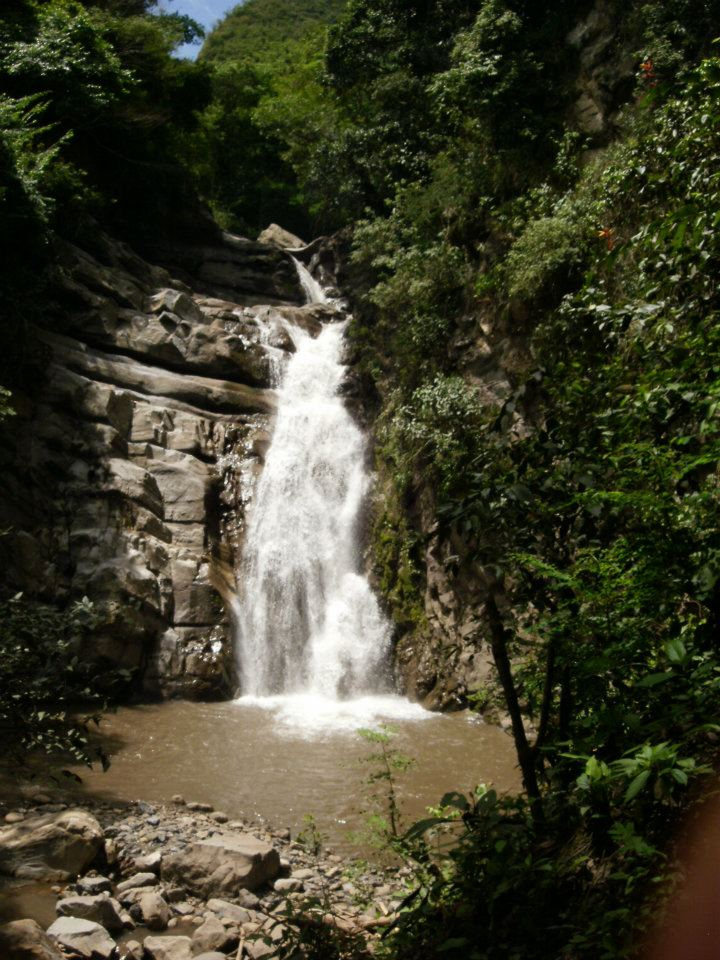
Primera Cascada de las 7 que conforman los "Saltos de los micos"

| Noroeste: Quebradanegra | Norte: Nimaima                    | Nordeste: Nocaima |
| Oeste: Guaduas          |                                   | Este: Sasaima     |
| Suroeste: Vianí         | Sur: Bituima, Guayabal de Síquima | Sureste: Albán    |

### Clima
En general casi una tercera parte del municipio presenta un clima cálido seco que está ubicado en la zona norte, mientras que en la zona central se encuentran climas cálidos semiáridos y templados super-húmedos. La zona sur está compuesta por climas templados húmedos y templados subhúmedos. Se caracteriza por presentar dos periodos, uno seco y otro húmedo.
La humedad relativa anual oscila entre el 80 y el 85%, la evaporación presenta valores entre 1000 y 1600 mm/año, el brillo solar oscila entre 1400 y 1700 horas sol durante el año, la temperatura media del municipio es de 24 grados alcanzando algunas veces valores superiores a los 30 grados y la precipitación anual va desde los 1500 mm en el occidente a los 2500 mm en el oriente.

### Hidrografía
Hidrográficamente el Municipio de Villeta se encuentra ubicado en la cuenca alta del río Negro, a la cual pertenecen la subcuenca del río Tobia y la del río Villeta que comprende las microcuencas de las quebradas Maní, Acatá, Cantarrana, El Cojo y Guanábana; la microcuenca de la quebrada Grande o Curazao en la vereda Iló Grande, la microcuenca del Río Dulce, la microcuenca del Río Namay, la microcuenca de la quebrada la mugrosa, la microcuenca de la quebrada Santibáñez con todos sus afluentes, la microcuenca de la quebrada La Masata y la Microcuenca de la Quebrada Cune con todos sus afluentes. El casco urbano es atravesado por el río Villeta y la quebrada cune que a su paso por la región noroccidental forma las cascadas de los saltos del mico. El valle del río Villeta forma las explanadas al norte y al sur de la cabecera municipal hacia las cuales está dirigida la expansión urbana y en donde actualmente se construyen varios condominios y urbanizaciones.

### Relieve

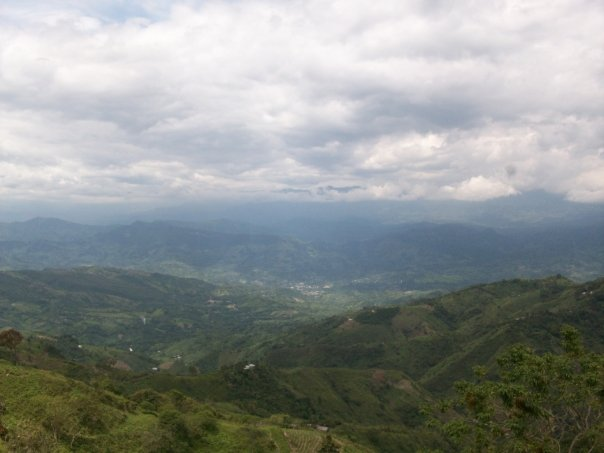
Relieve villetano.

Villeta está enclavada en la vertiente occidental de la Cordillera Oriental, la fisiografía del área es abrupta con pendientes altas y valles estrechos y profundos típicos de los ríos de Cordillera. La fisiografía general del área se puede describir como un valle estrecho que se abre entre los ríos Bituima y Villeta, en medio de las cuchillas del Alto del Trigo al occidente y la de Palacios y loma canoas al oriente. Los principales elementos fisiográficos se orientan en dirección norte - sur. Desde el punto de vista geológico el municipio tiene posibilidad de agua subterránea limitada, posibilidades mineras reducidas a la explotación de limolitas y procesos de inestabilidad de laderas asociados al mal manejo de la escorrentía que como consecuencia genera deslizamientos frecuentes que suelen obstaculizar la vía Bogotá - Medellín.
El suelo de Villeta se usa como soporte de las actividades humanas productivas (cultivo de caña panelera), para la construcción de infraestructuras, (vías y urbanizaciones, fincas de recreo y condominios urbanos, suburbanos y rurales); como fuente de minerales de construcción (arena, recebo y piedra) y como receptor de impactos y de contaminación con residuos sólidos y líquidos. Los índices de erodabilidad y erosibilidad se caracterizan por su magnitud y por consiguiente se constituyen como un factor retardante del ordenamiento territorial.

## División Político-Administrativa
Su Cabecera municipal se encuentra dividido en los barrios: Alfonso López, Alto de las Iguanas, Alto de Asemito, Topacio, Barranquillita, Bello Horizonte, Betania, Buenos Aires, Carlos Lleras, Cayundá, Cayundá Alto, Colmena, Ecopetrol, El Centro, El Jardín, El Jordán, El porvenir, El Recreo, Fernando Salazar, La Esperanza, Las Acacias, Lorena, Los Almendros, Murillo Toro, Paso Real, Peña Negra, Popular Obrero, Puerto Leticia, San Antonio, San Cayetano, El Mirador, San Jorge, San Juanito, San Rafael, Sixto López Lleras, Topacio, Urb. Arenal del Río, Villa de las Terrazas y Villa María
También tiene bajo su jurisdicción los siguientes centros poblados: Bagazal y El Puente.
Además, el municipio está compuesto con las siguientes veredas:
Alto de Pajas, Alto de Torres, Cune, Chapaima, El Balsal, El Chorrillo, Ilo Grande, La Bolsa, La Esmeralda, La Masata, Maní, Mave, Naranjal, Payandé, Potrerogrande, Quebrada Honda, Río Dulce, San Isidro, Salitre Blanco, Salitre Blanco Bajo, Salitre Negro.

## Patrimonio

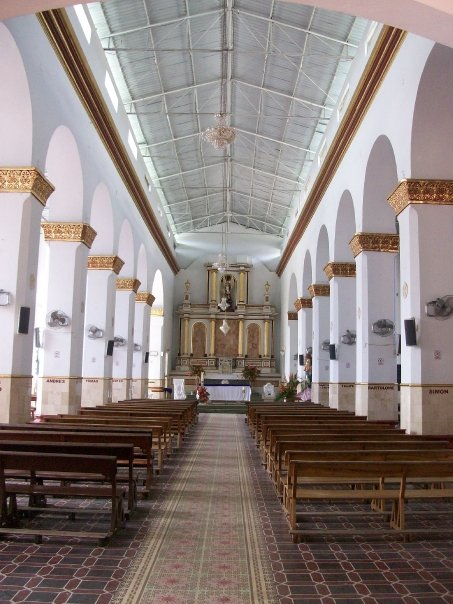
Iglesia de San Miguel Arcángel.

Además de los siguientes sitios turísticos, se destacan los rápidos del río Tobia, las lagunas y remansos en La vega, los senderos ecológicos en Sasaima y los paisajes de montaña de La Peña, todos a menos de media hora de Villeta. 
- Los Saltos del Mico, formados por el recorrido de la quebrada Cune por la montaña famosos por sus siete cascadas que corren a través de las altas piedras y la vegetación siendo el principal sitio turístico del municipio. Quedan a tan solo 15 minutos de caminata desde el centro y se pueden realizar diferentes actividades de deporte extremo con la ayuda de guías ubicados en la plaza principal del municipio, los dos primeros saltos son accesibles por senderos a pie, los demás deben ser visitados sorteando sectores de escalada y vegetación.

- La bocatoma de bagazal es una atracción del municipio ubicada en el suroccidente, está formada por caídas de agua artificial de más de 30 metros de longitud y de diferentes alturas, lugar en el que es común el famoso paseo de olla, a la cual se puede ingresar por carretera admirando sus paisajes y las fincas que por allí quedan ubicadas, además cuenta con una línea férrea por la que se puede disfrutar de un paseo en carros esferados construidos por los habitantes del sector y que son su sustento económico.[9]

- La plaza de la Panela ubicada en el Barrio San Cayetano, es centro del comercio de varios derivados de la caña de azúcar.

- El parque principal o parque de la molienda donde se encuentran amplias zonas para el disfrute de la vida nocturna (varias discotecas y restaurantes típicos) y se pueden encontrar varios locales de artesanos de la región cercanos a los monumentos a la familia campesina y el trapiche.

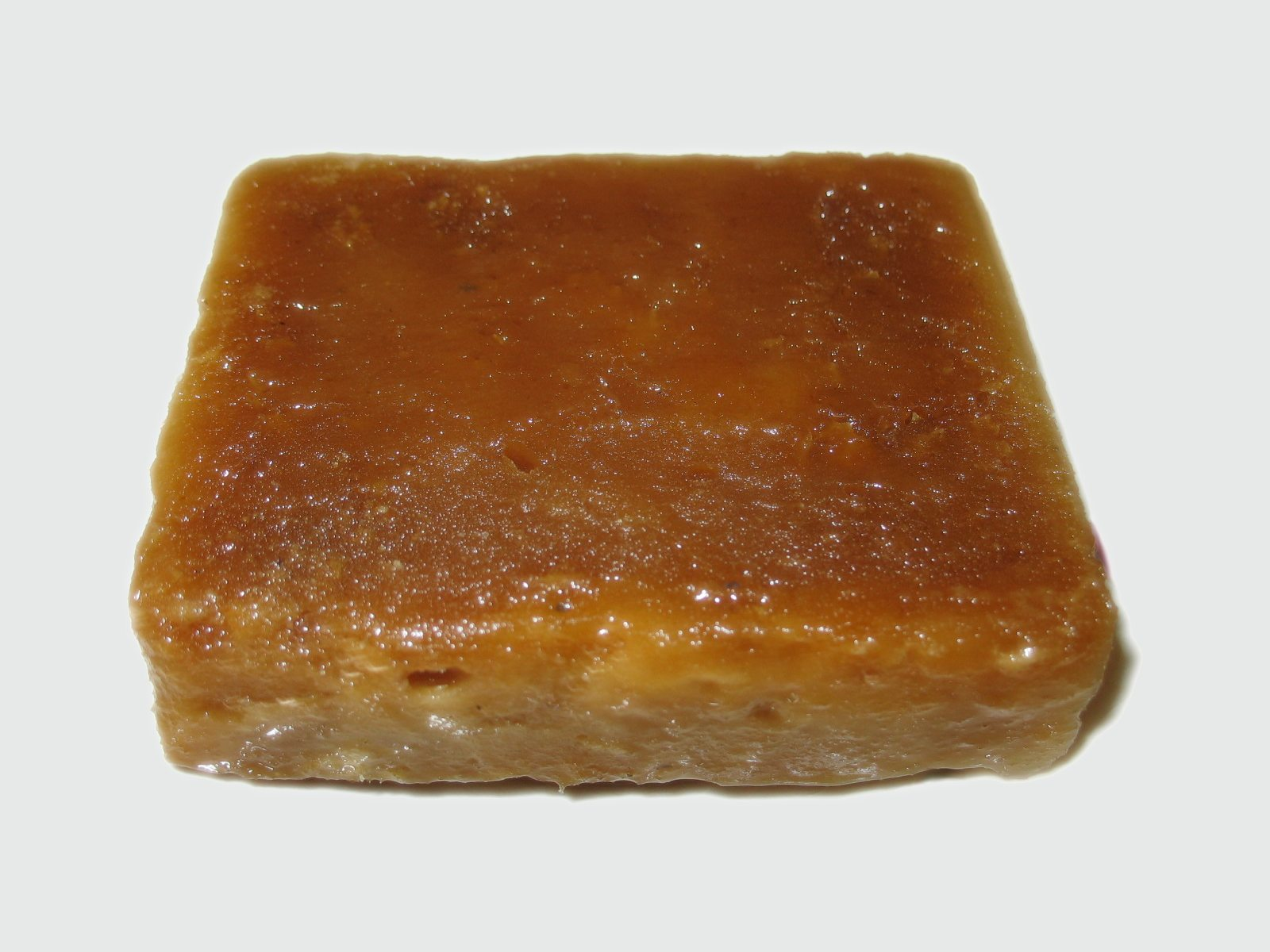
La panela es uno de los productos más representativos de Villeta.

- Las vías férreas y la antigua estación del ferrocarril ubicada cerca al gran puente de metal de la carrilera sobre el río Villeta.

- Los miradores en el margen oriental del río Villeta y el Alto de la Cruz, sitio de peregrinación en la Semana Santa y sendero ecoturístico.

- El camino real Villeta - Guaduas, sendero histórico presente desde tiempos precolombinos y motor del desarrollo de la región en los tiempos de la Colonia.

- La laguna larga ubicada en la vereda Salitre Blanco que tiene unos 200 metros de largo por unos 15 metros de ancho y una profundidad alrededor de 3 metros.

- Diferentes centros vacacionales y haciendas paneleras a las afueras del centro urbano.

- La iglesia de San Miguel Arcángel, la casa cural, el teatro parroquial y la alcaldía en el costado oriental del parque de la molienda.

- Salto Caiquero —en límites con el municipio de Nimaima—, una caída natural de más de 10 metros, que saluda a los viajeros en la entrada del municipio a menos de 5 minutos del peaje del mismo nombre.

## Servicios públicos
- Energía Eléctrica: Enel, es la empresa prestadora del servicio de energía eléctrica.
- Gas Natural: Alcanos de Colombia es la empresa distribuidora y comercializadora de gas natural en el municipio.